# Saison 2003-2004 du Football Club de Grenoble rugby
Cette page présente la saison 2003-2004 du Football club de Grenoble rugby.
Jean-Victor Bertrand termine meilleur marqueur du championnat avec 10 essais.

## Équipes participantes
| - SU Agen - AS Béziers - Biarritz olympique - CS Bourgoin-Jallieu - CA Brive - Castres olympique - US Colomiers - FC Grenoble | - US Montauban - AS Montferrand - Montpellier RC - RC Narbonne - USA Perpignan - Section paloise - Stade français Paris - Stade toulousain |

## Classement des 2 poules de 8

### Poule A

#### Résultat des matchs
| Clubs                | AGE   | BOU   | BRI   | CAS   | COL   | MON   | PAU   | STF   |
| -------------------- | ----- | ----- | ----- | ----- | ----- | ----- | ----- | ----- |
| SU Agen              |       | 23-16 | 22-15 | 22-10 | 36-9  | 27-17 | 27-10 | 11-12 |
| CS Bourgoin-Jallieu  | 19-17 |       | 39-6  | 28-25 | 29-22 | 29-12 | 40-17 | 18-12 |
| CA Brive             | 40-24 | 26-15 |       | 52-20 | 48-13 | 8-10  | 29-29 | 38-23 |
| Castres olympique    | 12-19 | 32-16 | 26-13 |       | 25-23 | 9-9   | 39-27 | 22-14 |
| US Colomiers         | 31-18 | 12-22 | 18-19 | 6-12  |       | 16-13 | 32-21 | 15-22 |
| AS Montferrand       | 32-19 | 24-23 | 7-21  | 15-24 | 9-15  |       | 41-6  | 18-13 |
| Section paloise      | 27-20 | 30-22 | 29-14 | 11-22 | 26-18 | 15-9  |       | 13-6  |
| Stade français Paris | 19-7  | 22-36 | 26-28 | 26-19 | 27-8  | 53-10 | 24-20 |       |

|  | Victoire à domicile |  | Match nul |  | Défaite à domicile |

#### Classement
| Rang | Club                     | J  | V | N | D  | Pm  | Pe  | Diff | Pts |
| ---- | ------------------------ | -- | - | - | -- | --- | --- | ---- | --- |
| 1    | CS Bourgoin-Jallieu      | 14 | 9 | 0 | 5  | 352 | 280 | +72  | 32  |
| 2    | CA Brive (P)             | 14 | 8 | 1 | 5  | 357 | 301 | +56  | 31  |
| 3    | Castres olympique        | 14 | 8 | 1 | 5  | 297 | 281 | +16  | 31  |
| 4    | Stade français Paris (T) | 14 | 7 | 0 | 7  | 299 | 263 | +36  | 28  |
| 5    | SU Agen                  | 14 | 7 | 0 | 7  | 292 | 269 | +23  | 28  |
| 6    | Section paloise          | 14 | 6 | 1 | 7  | 281 | 343 | -62  | 27  |
| 7    | AS Montferrand           | 14 | 5 | 1 | 8  | 226 | 278 | -52  | 25  |
| 8    | Colomiers Rugby          | 14 | 4 | 0 | 10 | 238 | 327 | -89  | 22  |

Le  Stade français ayant battu Agen 19-7 et 12-11 (règle de la différence de points particulière) se qualifie pour la seconde phase.
|  | Qualifiés pour la seconde phase de poule (no 1, no 2, no 3, no 4). |
|  | T : Tenant du titre 2003 • P : Promus 2003                         |

### Poule B

#### Résultat des matchs
| Clubs              | BEZ   | BIA   | GRE   | MTB   | MPL   | NAR   | PER   | TOU   |
| ------------------ | ----- | ----- | ----- | ----- | ----- | ----- | ----- | ----- |
| AS Béziers         |       | 15-8  | 13-21 | 27-9  | 13-9  | 22-12 | 34-19 | 15-14 |
| Biarritz olympique | 37-13 |       | 36-16 | 33-12 | 17-23 | 29-15 | 19-12 | 37-20 |
| FC Grenoble        | 20-22 | 25-22 |       | 36-6  | 13-6  | 22-27 | 29-28 | 26-40 |
| US Montauban       | 17-12 | 3-19  | 30-18 |       | 9-6   | 25-11 | 19-25 | 15-18 |
| Montpellier RC     | 18-16 | 26-33 | 31-18 | 21-13 |       | 33-18 | 9-18  | 50-31 |
| RC Narbonne        | 15-20 | 32-0  | 29-25 | 35-25 | 19-18 |       | 47-18 | 15-21 |
| USA Perpignan      | 42-24 | 25-15 | 20-13 | 47-6  | 35-26 | 20-16 |       | 32-3  |
| Stade toulousain   | 27-25 | 36-30 | 52-24 | 25-20 | 35-9  | 25-5  | 24-16 |       |

|  | Victoire à domicile |  | Match nul |  | Défaite à domicile |

#### Classement
| Rang | Club               | J  | V  | N | D  | Pm  | Pe  | Diff | Pts |
| ---- | ------------------ | -- | -- | - | -- | --- | --- | ---- | --- |
| 1    | Stade toulousain   | 14 | 10 | 0 | 4  | 371 | 319 | +52  | 34  |
| 2    | USA Perpignan      | 14 | 9  | 0 | 5  | 357 | 284 | +73  | 32  |
| 3    | Biarritz olympique | 14 | 8  | 0 | 6  | 335 | 273 | +62  | 30  |
| 4    | AS Béziers         | 14 | 8  | 0 | 6  | 274 | 275 | -1   | 30  |
| 5    | Montpellier HR (P) | 14 | 6  | 0 | 8  | 285 | 288 | -3   | 26  |
| 6    | RC Narbonne        | 14 | 6  | 0 | 8  | 296 | 303 | -7   | 26  |
| 7    | FC Grenoble        | 14 | 5  | 0 | 9  | 306 | 362 | -56  | 24  |
| 8    | US Montauban       | 14 | 4  | 0 | 10 | 216 | 336 | -120 | 22  |

|  | Qualifiés pour la seconde phase de poule (no 1, no 2, no 3, no 4). |
|  | T : Tenant du titre 2003 • P : Promus 2003                         |

## Classement des 2 poules de 4 (Play-Offs)

### Poule A
| Date    | Équipe 1            | Score   | Équipe 2            |
| ------- | ------------------- | ------- | ------------------- |
| 8 mai   | USA Perpignan       | 35 – 21 | CS Bourgoin-Jallieu |
| 8 mai   | AS Béziers          | 15 – 19 | Castres olympique   |
| 14 mai  | Castres olympique   | 15 – 26 | USA Perpignan       |
| 15 mai  | CS Bourgoin-Jallieu | 33 – 10 | AS Béziers          |
| 21 mai  | AS Béziers          | 8 – 27  | USA Perpignan       |
| 22 mai  | Castres olympique   | 25 – 18 | CS Bourgoin-Jallieu |
| 28 mai  | CS Bourgoin-Jallieu | 35 – 26 | Castres olympique   |
| 29 mai  | USA Perpignan       | 45 – 6  | AS Béziers          |
| 4 juin  | CS Bourgoin-Jallieu | 18 – 13 | USA Perpignan       |
| 5 juin  | Castres olympique   | 38 – 9  | AS Béziers          |
| 12 juin | AS Béziers          | 28 – 22 | CS Bourgoin-Jallieu |
| 12 juin | USA Perpignan       | 23 – 7  | Castres olympique   |

| Rang | Club                | J | V | N | D | Pm  | Pe  | Diff | Pts |
| ---- | ------------------- | - | - | - | - | --- | --- | ---- | --- |
| 1    | USA Perpignan       | 6 | 5 | 0 | 1 | 169 | 75  | +94  | 16  |
| 2    | CS Bourgoin-Jallieu | 6 | 3 | 0 | 3 | 147 | 137 | +10  | 12  |
| 3    | Castres olympique   | 6 | 3 | 0 | 3 | 130 | 126 | +4   | 12  |
| 4    | AS Béziers          | 6 | 1 | 0 | 5 | 76  | 184 | -108 | 8   |

|  | Qualifiés pour les demi-finales et la Coupe d'Europe 2004-2005 (no 1, no 2). |
|  | Qualifiés pour la Coupe d'Europe 2004-2005 (no 3).                           |

### Poule B
| Date    | Équipe 1             | Score   | Équipe 2             |
| ------- | -------------------- | ------- | -------------------- |
| 7 mai   | Stade français Paris | 13 – 6  | Biarritz olympique   |
| 8 mai   | CA Brive             | 9 – 29  | Stade toulousain     |
| 15 mai  | Stade toulousain     | 18 – 24 | Stade français Paris |
| 15 mai  | Biarritz olympique   | 38 – 11 | CA Brive             |
| 22 mai  | Stade français Paris | 34 – 10 | CA Brive             |
| 26 mai  | Biarritz olympique   | 25 – 26 | Stade toulousain     |
| 29 mai  | CA Brive             | 24 – 19 | Stade français Paris |
| 30 mai  | Stade toulousain     | 25 – 18 | Biarritz olympique   |
| 5 juin  | Biarritz olympique   | 25 – 12 | Stade français Paris |
| 5 juin  | Stade toulousain     | 21 – 8  | CA Brive             |
| 12 juin | CA Brive             | 20 – 37 | Biarritz olympique   |
| 12 juin | Stade français Paris | 49 – 17 | Stade toulousain     |

| Rang | Club                 | J | V | N | D | Pm  | Pe  | Diff | Pts |
| ---- | -------------------- | - | - | - | - | --- | --- | ---- | --- |
| 1    | Stade français Paris | 6 | 4 | 0 | 2 | 151 | 100 | +51  | 14  |
| 2    | Stade toulousain     | 6 | 4 | 0 | 2 | 136 | 133 | +3   | 14  |
| 3    | Biarritz olympique   | 6 | 3 | 0 | 3 | 149 | 107 | +42  | 12  |
| 4    | CA Brive             | 6 | 1 | 0 | 5 | 82  | 178 | -96  | 8   |

|  | Qualifiés pour les demi-finales et la Coupe d'Europe 2004-2005 (no 1, no 2). |
|  | Qualifiés pour la Coupe d'Europe 2004-2005 (no 3).                           |

### Dernier Carré
|  | Demi-finales                                    | Demi-finales                                    |                    |    | Finale                                       | Finale                                       |
|  | Demi-finales                                    | Demi-finales                                    |                    |    | Finale                                       | Finale                                       |
|  |                                                 |                                                 |                    |    |                                              |                                              |
|  | 20 juin 2004 au Stade de la Mosson, Montpellier | 20 juin 2004 au Stade de la Mosson, Montpellier |                    |    | 26 juin 2004 au Stade de France, Saint-Denis | 26 juin 2004 au Stade de France, Saint-Denis |
|  | 20 juin 2004 au Stade de la Mosson, Montpellier | 20 juin 2004 au Stade de la Mosson, Montpellier |                    |    | 26 juin 2004 au Stade de France, Saint-Denis | 26 juin 2004 au Stade de France, Saint-Denis |
|  | [A2] USA Perpignan                              | 18                                              |                    |    | 26 juin 2004 au Stade de France, Saint-Denis | 26 juin 2004 au Stade de France, Saint-Denis |
|  | [A2] USA Perpignan                              | 18                                              |                    |    | 26 juin 2004 au Stade de France, Saint-Denis | 26 juin 2004 au Stade de France, Saint-Denis |
|  | [B1] Stade toulousain                           | 16                                              |                    |    | 26 juin 2004 au Stade de France, Saint-Denis | 26 juin 2004 au Stade de France, Saint-Denis |
|  | [B1] Stade toulousain                           | 16                                              | [A2] USA Perpignan | 20 |                                              |                                              |
|  | 19 juin 2004 au Stade de Gerland, Lyon          |                                                 | [A2] USA Perpignan | 20 |                                              |                                              |
|  |                                                 | [B2] Stade français Paris                       | 38                 |    |                                              |                                              |
|  | [A1] CS Bourgoin-Jallieu                        | [B2] Stade français Paris                       | 38                 | 21 |                                              |                                              |
|  | [A1] CS Bourgoin-Jallieu                        |                                                 |                    | 21 |                                              |                                              |
|  | [B2] Stade français Paris                       | 31                                              |                    |    |                                              |                                              |
|  | [B2] Stade français Paris                       | 31                                              |                    |    |                                              |                                              |

## Challenge Européen
- Seizièmes de finale :

| Équipes (match aller-retour) | Résultat |
| ---------------------------- | -------- |
| SKG Gran Parme-FC Grenoble   | 10-35    |
| FC Grenoble-SKG Gran Parme   | 41-6     |

- Huitièmes de finale :

| Équipes (match aller-retour) | Résultat |
| ---------------------------- | -------- |
| FC Grenoble-AS Béziers       | 15-19    |
| AS Béziers-FC Grenoble       | 10-6     |

## Challenge Sud-Radio
Avec 2 victoires, 1 nul et 3 défaites, Grenoble ne se qualifie pas pour les quarts de finale.

### À domicile
- Grenoble-Bourgoin 28-32
- Grenoble-Montferrand 23-9
- Grenoble-Montpellier 26-20

### À l’extérieur
- Bourgoin-Grenoble 48-7
- Montferrand-Grenoble 52-13
- Montpellier-Grenoble 23-23

## Entraîneurs
L'équipe professionnelle est encadrée par
| Nom               | Poste    | Nationalité |
| ----------------- | -------- | ----------- |
| Jacques Delmas    | Général  | France      |
| Pierre Trémouille | Arrières | France      |
| Sylvain Bégon     | Avants   | France      |

## Effectif de la saison 2003-2004
| Nom                         | Poste                  | Naissance         | Nationalité      |
| --------------------------- | ---------------------- | ----------------- | ---------------- |
| Sébastien Chobet            | Pilier                 | 6 septembre 1981  | France           |
| Agustin Lopresti            | Pilier                 | 15 novembre 1974  | Argentine        |
| Michel Périé                | Pilier                 | 20 septembre 1969 | France           |
| Bruce Starr                 | Pilier                 | 5 janvier 1973    | Australie        |
| Anthony Vigna               | Pilier                 | 7 juillet 1976    | France           |
| Levan Ghvaberidze           | Talonneur              | 1er janvier 1982  | Géorgie          |
| Emmanuel Maignien           | Talonneur              | 5 janvier 1982    | France           |
| Jean-François Martin-Culet  | Talonneur              | 19 janvier 1972   | France           |
| John Blaikie (en)           | Deuxième ligne         | 28 décembre 1973  | Nouvelle-Zélande |
| Vincent Quivet              | Deuxième ligne         | 13 août 1983      | France           |
| Legi Matiu                  | Deuxième ligne         | 17 janvier 1969   | France           |
| Sébastien Pettigiani        | Deuxième ligne         | 16 juin 1981      | France           |
| Jamie Cudmore               | Deuxième ligne         | 6 septembre 1978  | Canada           |
| Alexandre Chazalet          | Troisième ligne aile   | 13 mars 1974      | France           |
| Florin Corodeanu            | Troisième ligne aile   | 26 mars 1977      | Roumanie         |
| Julien Frier                | Troisième ligne aile   | 28 septembre 1974 | France           |
| Karim Ghezal                | Troisième ligne aile   | 26 avril 1981     | France           |
| Gwendal Ollivier            | Troisième ligne aile   | 27 décembre 1977  | France           |
| Julien Puricelli            | Troisième ligne aile   | 1er août 1981     | France           |
| Daniel Browne               | Troisième ligne centre | 16 avril 1979     | Nouvelle-Zélande |
| Florian Faure               | Troisième ligne centre | 26 mars 1983      | France           |
| Johann Authier              | Demi de mêlée          | 16 décembre 1981  | France           |
| Antoine Nicoud              | Demi de mêlée          | 30 avril 1979     | France           |
| Pierre Rochette             | Demi de mêlée          | 18 octobre 1982   | France           |
| Mark Beale                  | Demi d'ouverture       | 25 novembre 1972  | Nouvelle-Zélande |
| Ludovic Mercier             | Demi d'ouverture       | 1er novembre 1976 | France           |
| Arnaud Dumas                | Centre                 | 17 octobre 1979   | France           |
| Andreï Chaliouta            | Centre                 | 13 avril 1973     | Russie           |
| Denis Lison                 | Centre                 | 25 février 1983   | France           |
| Rickus Lubbe                | Centre                 | 19 mai 1976       | Afrique du Sud   |
| José Orengo                 | Centre                 | 26 avril 1976     | Argentine        |
| Jean-Victor Bertrand        | Ailier                 | 12 mars 1972      | France           |
| Nicolas Carmona             | Ailier                 | 1er mars 1980     | France           |
| Richard McCabe              | Ailier                 | 25 mai 1980       | Australie        |
| Pierre-Alain Nègre-Gauthier | Ailier                 | 11 juillet 1981   | France           |
| Frédéric Benazech           | Arrière                | 13 novembre 1972  | France           |
| Jordan Garnier              | Arrière                | 1er mai 1982      | France           |

### Équipe-Type
1. Michel Périé  2. Jean-François Martin-Culet 3. Anthony Vigna 

4. John Blaikie ou Jamie Cudmore 5. Karim Ghezal ou Legi Matiu 

6. Julien Frier  8. Daniel Browne 7. Alexandre Chazalet 

9. Antoine Nicoud 10. Ludovic Mercier 

11. Jean-Victor Bertrand 12. Denis Lison 13. Rickus Lubbe 14. Nicolas Carmona 

15. Frédéric Benazech 